# 東北電子専門学校
東北電子専門学校（とうほくでんしせんもんがっこう、英: Tohoku Computer College）とは、宮城県仙台市青葉区にある専修学校。学校法人日本コンピュータ学園が運営しており、1968年（昭和43年）に「東北電子計算機専門学校」として開校。2001年（平成13年）に現校名へ改称した。
主に工業分野、文化・教養分野における2年制 - 4年制の多彩な学科構成が特徴。全学科が文部科学大臣「職業実践専門課程」に認定されている。情報教育では東北でも草分け的な存在で、国家資格の「情報処理技術者試験」において、在学中に毎年100名以上の合格者を輩出している。その他にも各種の国家資格や企業・団体の認定教育機関に指定されている。

## 所在地
- 〒980-0013 仙台市青葉区花京院一丁目3番1号（仙台駅西口より徒歩約5分）

## 校舎
- 地上15階地下1階のビル
  - 校舎は本校実習室・姉妹校の東北保健医療専門学校・仙台国際日本語学校などが入る高層棟と、学生食堂・売店・視聴覚ホール・テストセンター・保健室・実習室などが入る4階建て低層棟で構成されており、正面玄関前広場を挟んで逆L字型に配置されている（地下1階に本校生徒専用駐輪場を完備。1階に北日本銀行のATMがある）。
  - 当学校分の区画は11階までで、12階以上のフロアは姉妹校「東北保健医療専門学校」の教室・実習室として使用。7階は「仙台国際日本語学校」の教室となっている。1階正面玄関ホール奥に教職員室と一般来客受付窓口がある。
  - 校舎内にくまなくWi-Fiアクセスポイントが設けられており、本校生徒であればパソコンやiPadなどの端末を校内どこでも利用可能となっている。
  - 教室へは北側に7基あるエレベーターを用いて移動する。階段は最上階の15階までつながっているが屋上は閉鎖されている。
  - 1階正面玄関ホールと2階学生ホールは吹き抜けになっており、正面玄関ホールでは主要企業採用担当者が出張しての本校生徒向けの「合同企業説明会」が開かれることがある（低層棟3階にある視聴覚ホールで開く場合もあり）。

## 設置学科
2024年度現在、設置学科は9系統22学科で多彩な分野の学科が存在する。
ビジネス系
総合情報ビジネス科（2年制）
IT・AI系
情報システム科（2年制）、AIシステムエンジニア科（3年制）、AIテクノロジーエンジニア科（3年制）、高度ITエンジニア科（4年制／高度専門士）
ネットワーク・セキュリティ系
ネットワークシステム科（2年制）、サイバーセキュリティ科（3年制）
ゲーム・CG系
ゲームクリエーター科（2年制）、ゲームエンジニア科（3年制）、CGクリエーター科（2年制）、CG・VFXエンジニア科（3年制）
Web・デザイン系
Webクリエーター科（2年制）、デジタルデザイン科（2年制）
映像・音響・ミュージック系
映像放送科（2年制）、音響制作科（2年制）、デジタルミュージック科（2年制）
建築系
建築科（2年制）、インテリア科（2年制）
電気・機械系
電気工事科（2年制）、機械CAD設計科（2年制）
国際系
国際ビジネス科（2年制／留学生対象）
- 2025年度より、モバイルアプリケーション科と建築大工技能科の募集を停止[1]。

## 特徴
- 学生全員に新品のiPadを配付。主に電子テキストやWeb検索、実習記録、在校生への情報提供（キャンパスコミュニケーションサイト）、オンライン授業、eラーニングに活用される。iPadの配付は2013年度より始まりすでに12年目となっている。コロナ禍においては、iPadを学生に配布していることから、いち早く全学生を対象にオンライン授業を開始することができた。なお、配布されたiPadは、1年生終了時に学生にそのまま進呈され、卒業後も使用することができる。[1]
- 1000台以上の実習用パソコンが稼働。各学科の専門分野実習に特化されたスペックのPC機材が揃っている[1]。
- マイクロソフトライセンスプログラムにより、在学中は無料でWord、Excel、Powerpointといったソフトを自分のPCにインストールできる[1]。
- 就職希望者に対する就職実績は毎年95%以上。令和6年3月卒業生では98.5%であった[1]。

## 学生寮
- 学生寮は仙台市内に3個所。（男子寮2個所、女子寮1箇所）姉妹校と寮を兼用している。
  - 寮は全て家具&エアコン付き一人部屋の個室で、各個室でインターネットが24時間利用可能（ただしルーター・PC・スマートフォン・タブレットなどの端末機器は各自で用意）。
  - 食事は専属の栄養士監修によるメニューで朝食と夕食が提供される。日曜祝日は食事の提供はない。食費は寮費に含まれる。
  - 各寮の部屋数には限りがあり・出願受付開始後すぐ満室になることが多いので、入寮希望者は早めの願書提出が推奨されている。(当該入学希望者がどの寮へ入るかは部屋の空室状況を勘案して学校側が決めるので、出願者自身による希望寮選択は原則不可）
  - テレビは食堂と談話室にのみ置かれており、個室でテレビを視聴したい場合は各人で用意する
  - 夏休み・冬休み期間中は寮管理人が休暇を取得するため「寮閉鎖」が実施され・期間中在寮生は寮内へ入れなくなるため、寮生は寮の閉鎖期間が近づくと所定の用紙に「外泊届」を記入・提出したのち各人出身地にある実家へ帰省する。
  - 在寮中及び在学中に毎月支払う寮費は食費を含め年度単位で算出されているため、寮食提供休止日および寮閉鎖期間であっても割引は適用されない[1]。

### 男子寮
- 清水沼寮（〒983-0845 仙台市宮城野区清水沼3丁目3-31）
- ドミトリー仙台一番町（〒980-0811 仙台市青葉区一番町1丁目1-5）

### 女子寮
- 北山寮（〒981-0931 仙台市青葉区北山1丁目5-29）

## 沿革
- 1968年（昭和43年）
  - 東北電子計算機専門学校創立
- 1969年（昭和44年）
  - 宮城県知事より認可
- 1976年（昭和51年）
  - 専修学校制度の制定により、専修学校として宮城県知事より認可
- 1989年（平成元年）
  - 仙台市青葉区花京院に新校舎竣工
- 1990年（平成2年）
  - 学校法人日本コンピュータ学園 東北電子計算機専門学校として宮城県知事より認可
- 1995年（平成7年）
  - 文部省告示により平成6年度卒業生より「専門士」の称号を付与される（2年課程以上）
  - 日本初の「認定CG教育校」
- 1997年（平成9年）
  - 建設大臣指定「二級建築士」受験資格認定校（実務経験免除）
- 1998年（平成10年）
  - 労働大臣指定「舞台機構調整技能士」受験資格認定
  - 郵政省「第一級陸上特殊無線技士」認定
- 1999年（平成11年）
  - シスコ・ネットワーキングアカデミー・プログラム実施校
- 2000年（平成12年）
  - マイクロソフト・キャンパスアグリーメント（現OVS-ES）導入
- 2001年（平成13年）
  - 東北電子専門学校に校名変更
- 2003年（平成15年）
  - オラクル・アカデミックイニシアティブ提携校
- 2004年（平成16年）
  - 日本IBMスカラーズ・ソフトウェア研修プログラム実施校
  - サン・アカデミック・イニシアチブプログラム認定校
- 2005年（平成17年）
  - 基本情報技術者試験午前免除修了試験講座認定
  - SEA/Jアカデミープログラム認定校
  - LPI-Japanアカデミック認定校
  - 国土交通大臣認定「一級建築士」受験資格認定校（実務経験4年）
- 2006年（平成18年）
  - 経済産業省「第二種電気工事士」養成施設認定校
- 2007年（平成19年）
  - オラクル・アカデミー参加校
- 2010年（平成22年）
  - マイクロソフト次世代ITリーダー養成ワーキンググループ参加校
  - みやぎカーインテリジェント人材育成センターコンソーシアムメンバー校
- 2011年（平成23年）
  - 文部科学省告示により2010年度卒業生より「高度専門士」の称号を付与される（4年課程）
  - Smart Device Consortium 参加校
- 2014年（平成26年）
  - 文部科学省告示により「職業実践専門課程」認定
- 2015年（平成27年）
  - 日本PVプランナー協会エネルギーマネージメントアドバイザーアカデミック認定校
  - 一般社団法人太陽光発電協会
  - PVマスター施工技術者認証研修機関
- 2018年（平成30年）
  - 一般社団法人ビッグデータマーケティング教育推進協会会員校
- 2019年（令和元年）
  - AWS Academy加盟校
- 2021年（令和3年）
  - LPIアカデミックパートナー認定校

## 姉妹校・系列校・関連会社
- 東北保健医療専門学校（本校校舎8 - 15階・うち13階は職員室。一部普通教室は本校と共用。2011年開校）
- 東日本航空専門学校（岩沼市。1988年開校）
- 仙台国際日本語学校(本校校舎7階。1992年開校）
- JC-21教育センター（本校校舎1階。社会人向けパソコン教室。1995年設立）
- 新日本企画株式会社（広告代理店。1980年設立）